# Megalopsallus punctatus
Megalopsallus punctatus är en insektsart som beskrevs av Schuh 2000. Megalopsallus punctatus ingår i släktet Megalopsallus och familjen ängsskinnbaggar. Inga underarter finns listade i Catalogue of Life.